# Scheppingsverhaal

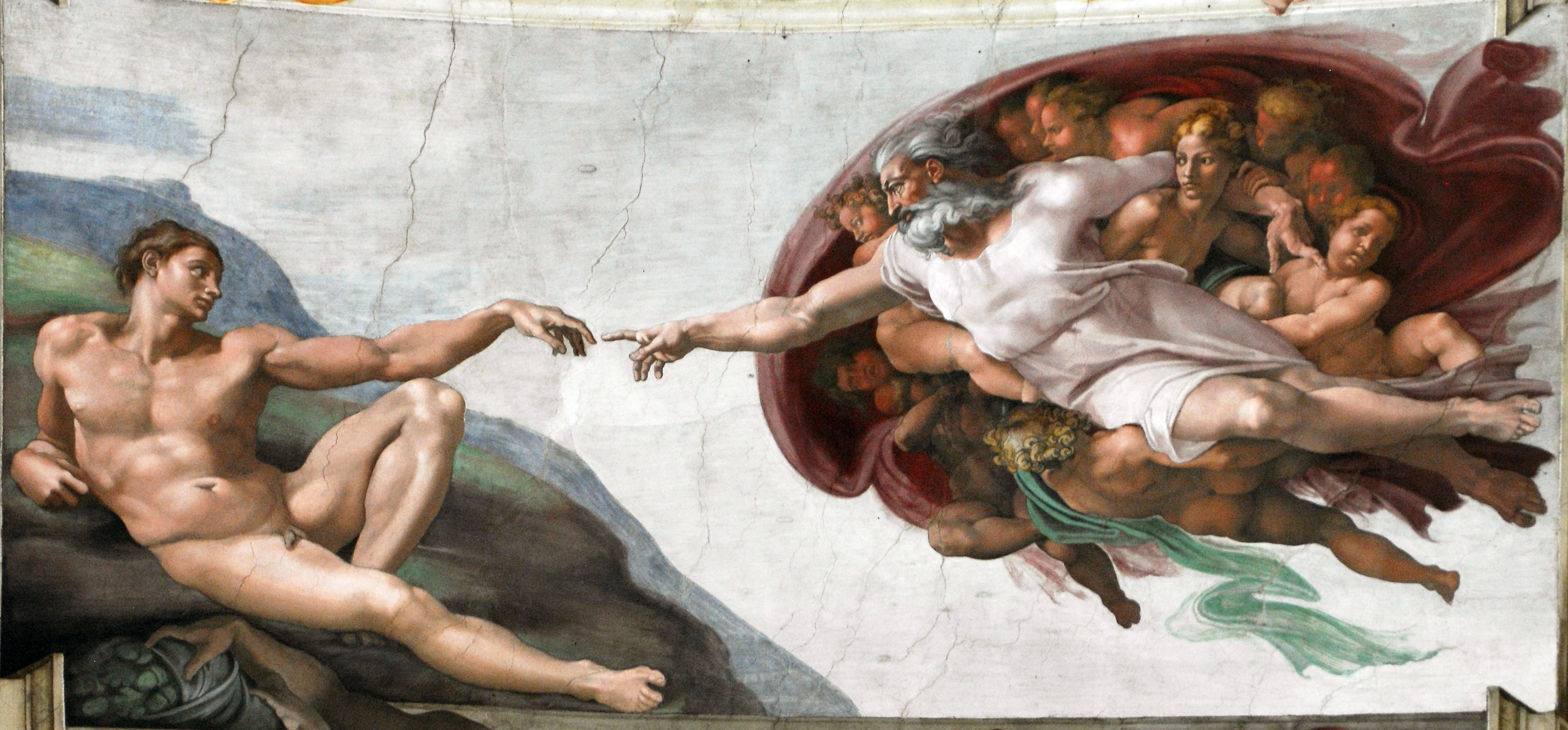
Schepping van Adam, katholieke verbeelding in de Sixtijnse Kapel

Een scheppingsverhaal of scheppingsmythe beschrijft een ontstaansgeschiedenis (de schepping), zoals deze is overgeleverd in een mythologisch-religieuze context. Het scheppingsverhaal kan gaan over de kosmos (kosmogonie), goden (theogonie) of de mens (anthropogonie). Al die aspecten kunnen in één scheppingsverslag voorkomen. Scheppingsmythes zijn een voorbeeld van ontstaansmythes.

## Scheppingsverhalen
Scheppingsverhalen komen in veel culturen voor. Enkele voorbeelden van scheppingsverhalen zijn:
- Scheppingsverhaal (Genesis)
- Enoema Elisj, het Babylonisch scheppingsverhaal
- Egyptisch scheppingsverhaal
- Oudnoords scheppingsverhaal
- Maorisch scheppingsverhaal
- Taoïstisch scheppingsverhaal
- Sefer Jetzira, het scheppingsverhaal uit de Kabbala
- In het gnosticisme kende men de Demiurg, een bouwer die werelden creëert.

## Klassiek Griekenland
In het oud-Griekse cultuurgebied circuleerden verschillende opvattingen over de schepping van het heelal, de goden en de mens. Heiligdommen zoals Delphi en Eleusis hadden bijvoorbeeld hun eigen ontstaansverhaal, maar een algemeen, canoniek scheppingsverslag ontbreekt bij gebrek aan een sterke, georganiseerde cultus. Aan de verhalen ligt materiaal ten grondslag van Indo-Europese, autochtoon Egeïsche en oosterse (Egypte, Mesopotamië) oorsprong. In de Ilias van Homerus bestaan verwijzingen naar Oceanus als de rivier die de wereld omvat en waaruit de goden zijn voortgekomen. De orfici kenden verschillende scheppingsverhalen, waarin Nyx ('nacht') en de androgyne god Phanes centraal staan. Tot slot schreef Hesiodos rond 700 v.Chr. de Theogonie, waarin het ontstaan van de wereld, goden en mens beschreven staan, en waarin tevens verhaald wordt van hoe de Olympiërs aan de macht kwamen. Volgens dit werk was er eerst Chaos, waaruit vervolgens Gaia, Tartaros en Eros voortkwamen.

## India
In het hindoeïsme kent men de god Shiva, die eigenlijk het aspect van verandering en nieuwe creatie vertegenwoordigt als vernietiger. Hij wordt gerepresenteerd door een beeld van een man staande in een eeuwige cirkel met zijn macht tot verandering door vernietiging en creatie die aangeduid wordt door zijn vele armen. Puranahindoes geloven dat het heelal wordt gecreëerd, vernietigd en opnieuw gecreëerd in een zichzelf oneindig herhalende cyclus. In de hindoekosmologie bestaat elk universum ongeveer 4.320.000.000 jaar (één dag van Brahma, de schepper) om daarna door vuur en water te worden vernietigd. Daarna rust Brahma één nacht uit, die even lang duurt als de dag van Brahma. Dit proces, pralaya genaamd, herhaalt zich 100 Brahma-jaren (311 triljoen mensjaren) lang, de levensduur van Brahma. We bevinden ons op het moment in het 51e jaar van de huidige Brahma zodat 155 triljoen jaar zijn omgegaan sinds Hij geboren werd als Brahma. Na Brahma's dood zullen eerst nog eens 100 Brahma-jaren moeten verstrijken voordat Hij opnieuw geboren kan worden en de creatie weer kan beginnen. Dit proces herhaalt zich volgens de hindoes oneindig.

## Oost-Azië
De Han-Chinezen dachten dat de Aarde gecreëerd en vernietigd werd in cycli van meer dan 23 miljoen jaar (Ma).

## Hedendaagse literatuur
In de epische literatuur komen ook scheppingsverhalen voor. Zo geeft J.R.R. Tolkien in de Silmarillion een scheppingsverhaal van de wereld. In het verhaal Ainulindalë schept Eru Ilúvatar, de Ene, eerst de Ainur als vrucht van zijn denken.

## Europese receptiegeschiedenis van schepping
In de eeuwen voor de wetenschappelijke revolutie werd in Europa over de ouderdom van de Aarde nauwelijks gediscussieerd. Aan de hand van gegevens in de Bijbel werd de schepping als waarheid geaccepteerd, maar de precieze datering ervan zou pas later onder invloed van het rationalisme de belangstelling wekken. In deze tijd ontstond de opvatting dat de Bijbel voor het oplossen van natuurwetenschappelijke vraagstukken letterlijk geïnterpreteerd dient te worden, op basis waarvan ook tegenwoordig sommige religieuze groepen schattingen van de ouderdom van de Aarde uitsluitend baseren op Bijbelse exegese.
In de tijd van de Reformatie werd geprobeerd op grond van een letterlijke Bijbel-exegese de ouderdom van de Aarde te berekenen. Dergelijke berekeningen zijn mogelijk op grond van een Bijbelse tijdlijn, die bij letterlijke lezing gereconstrueerd kan worden aan de hand van onder meer de geslachtsregisters in het boek Genesis. De schattingen van verschillende theologen liepen tientallen jaren uiteen, maar men kwam in die tijd (rond 1550) op een ouderdom van ongeveer 5500 jaar. Soms werd er gespeculeerd dat de Aarde in het voorjaar of het najaar geschapen zou zijn. De Anglicaanse Aartsbisschop James Ussher van Armagh (Ierland) stelde in 1654 zelfs, dat de schepping zou zijn begonnen op 23 oktober, 4004 voor Christus. Het grootste deel van het christendom wees dergelijke berekeningen ook toen reeds af.
Met de opkomst van de natuurwetenschappen in de 18e eeuw tijdens de Verlichting werd dit idee van een jonge Aarde (tegenwoordig bekend als het zogenaamd Jonge-aardecreationisme), in twijfel getrokken. De eerste natuurwetenschappers waren echter niet gedreven om de Bijbel te ontkennen, maar wilden juist de wetenschap met de Bijbel in overeenstemming brengen. Religieus zijn ze te omschrijven als oude aarde-creationisten.

### Creationisme
Omdat het wetenschappelijke bewijs van de ouderdom van de Aarde duidelijk een letterlijke interpretatie van de Bijbel tegenspreekt, zijn sommige christenen uit de traditie van de Reformatie het niet met dit bewijs eens. Zij geloven dat de Bijbel als onfeilbaar Woord van God wetenschappelijke antwoorden op het ontstaan van de aarde geeft. Binnen stromingen als het dominionisme en jonge-aardecreationisme wordt er veel gezocht naar argumenten tegen het wetenschappelijk bewijs van de ouderdom van de aarde. Men denkt bijvoorbeeld dat radiometrische datering niet betrouwbaar genoeg is om grote hoeveelheden tijd mee te meten, of dat veel geologische verschijnselen te verklaren zijn met de zogenaamde vloedgeologie. De alternatieve theorieën van deze groepen blijken wetenschappelijk gezien niet houdbaar en worden door de meeste wetenschappers beschouwd als pseudowetenschap, aangezien de wetenschappelijke methode hierbij niet gevolgd wordt, omdat men terug redeneert vanaf de gewenste uitkomst. Dat geldt ook voor andere stromingen, zoals het oude-aardecreationisme en de Intelligent Design-beweging, hoewel men daarin doorgaans wel uitgaat van de ouderdom van de aarde zoals die door radiometrische dateringen is bepaald.
Vooral in de Verenigde Staten is het jonge-aardecreationisme populair. Ongeveer twee derde van de Amerikanen gelooft of vermoedt dat de schepping minder dan 10.000 jaar terug heeft plaatsgevonden. De Rooms-Katholieke Kerk en veel andere christenen hebben echter geen moeite met een theorie over een oude aarde.
Het overgrote deel van de christelijke kerken, waarbij de Katholieke Kerk en de Orthodoxie, wijst een letterlijke Bijbelinterpretatie van oudsher af. Zo werd reeds in de oudheid een letterlijke Bijbelinterpretatie van Genesis inzake het ontstaan van de aarde (creationisme avant la lettre) afgewezen.

### Natuurwetenschappelijke waarde
De vraag of schepping natuurwetenschappelijk valt te bewijzen of dat het zich buiten deze wetenschappelijke discipline uitstrekt, is niet beantwoord. Deze discussie is tamelijk - maar niet eenduidig - levensbeschouwelijk gekleurd. Zo zijn er niet-gelovige wetenschappers die twijfels uiten over een vanzelf ontstaan van het universum en het leven, anderzijds zijn er gelovige wetenschappers die op hun beurt niet in (directe) schepping geloven.
Over het algemeen zijn veel van de huidige wetenschappers van mening, dat de wereld niet door directe schepping door een opperwezen is ontstaan. Zij die dat wel doen zijn in de regel aanhangers van jodendom, christendom en islam. Daarbij dient opgemerkt dat de vraagstelling verschilt: in de natuurwetenschap gaat het om de vraag hoe (bijvoorbeeld) materie is ontstaan, terwijl de theologie de aandacht veeleer richt op de teleologische vraag waarom materie ooit de moeite heeft genomen te bestaan.